# Acanthocarpus (rastlina)
Acanthocarpus je rod iz družine beluševk (Asparagaceae), poddružine Lomandroideae v sistemu APG III klasifikacije. Uvrstitev v rang družine ni bilo enostavno, saj so ga v različnih obdobjih uvrščali med Dasypogonaceae kot tudi v Asparagaceae. Celoten rod je endemit zvezne države Zahodne Avstralije.
Vrste vključujejo:
- Acanthocarpus canaliculatus A.S.George
- Acanthocarpus humilis A.S.George
- Acanthocarpus parviflorus A.S.George
- Acanthocarpus preissii Lehm.
- Acanthocarpus robustus A.S.George
- Acanthocarpus rupestris A.S.George
- Acanthocarpus verticillatus A.S.George

Prej vključene vrste:
- Acanthocarpus fimbriatus - Chamaexeros fimbriata
- Acanthocarpus mucronatus - Lomandra mucronata
- Acanthocarpus serra - Chamaexeros serra